# Vrhmljeće
Vrhmljeće je naziv za prvo naselje na otoku Mljetu, kojeg su osnovali Slaveni kad su došli na otok s Pelješca. 

## Povijest
Vrhmljeće je bilo smješteno u udolini visokog brda te je bilo potpuno zaklonjenu pogledu s mora, što mu je, u ono vrijeme, pružalo sigurnost od učestalih gusarskih napada s mora. Naselje se nalazilo na nepristupačnom i neplodnom dijelu otoka, kako bi oštri vrhovi susjednih brda bili prirodna utvrda. Pristup naselju je išao uskom i strmom dolinom, teškom za penjanje, a lakom za obranu. S okolnih vrhova pružao se pogled na otvoreno more i na Mljetski kanal. 
U blizini naselja, stanovništvo je, na prijelazu iz 14. stoljeća u 15., izgradilo crkvu sv. Marije od Brda. Ista crkvica se spominje u ispravama i oporukama Mljetske kancelarije već tokom prve polovice 15. stoljeća. Uz crkvicu se nalazilo i mjesno groblje, te oni svjedoče o kontinuiranom naseljavanju otoka do kraja 15. stoljeća. 
Do napuštanja Vrhmljeća dolazi u 15. stoljeću zbog smirivanja prilika u Dubrovačkom primorju. U to vrijeme dolazi i do slabljena opasnosti od gusarskih napada jer su ih dubrovačke i mletačke galije uspjele saviti pod kontrolu. Zbog takvih pogodnih prilika, stanovnici Vrhmljeća počinju silaziti u plodnije doline u okolici mjesta. 
Tako nastaje naselje Žare i to na istom mjestu gdje je u rimsko vrijeme bilo naselja Žara. Jedan od osnivača mjesta Žare bio je Ivan Pribojević, koji je tamo kupio zemlju i počeo saditi vinograde. 
U isto vrijeme, krajem 15. stoljeća, drugi se stanovnici Vrhmljeća polako počinju spuštati u uvalu, vrlo dobro zaštićenu od vjetra, i tu počinju graditi domove, što će postati temelj za buduće naselje Okuklje. Ostali Vrhmljećani svoje novo naselje grade 500 metara sjeveroistočno od crkve sv. Marije od Brda te se na tom lokalitetu i danas nalaze ostaci suhozida nekoliko domova. U kupovini zemlje na tom području ističe se Marin Pribojeveć, brat Ivana Pribojevića, koji je otišao u Žare. Novoosnovano se naselje tokom 16. stoljeća javlja pod nazivom Lokvice. 
Tijekom osamdesetih godina 16. stoljeća u Lokvicama se javlja kuga te se preživjeli stanovnici sele na obronke plodnog polja. Prema najbogatijem članu bratstva Maranović - Pribojević, Ratku Maranoviću, naselje dobiva ime Maranovići, a polje ispod naselja - Maransko polje. Već 1589. godine naselje se razvija do te mjere da stanovnici sami biraju svoje suce. Mjesto je kontinuirano naseljeno do danas i nosi isto ime.